# Naučná stezka Hněvošický háj
Naučná stezka Hněvošický háj je okružní naučná stezka v přírodní rezervaci Hněvošický háj v Hněvošicích v okrese Opava v Moravskoslezském kraji. Nachází se v Hlučínské pahorkatině (tj. v podcelku pohoří Opavská pahorkatina) nedaleko česko-polské státní hranice v Horním Slezsku.

## Galerie

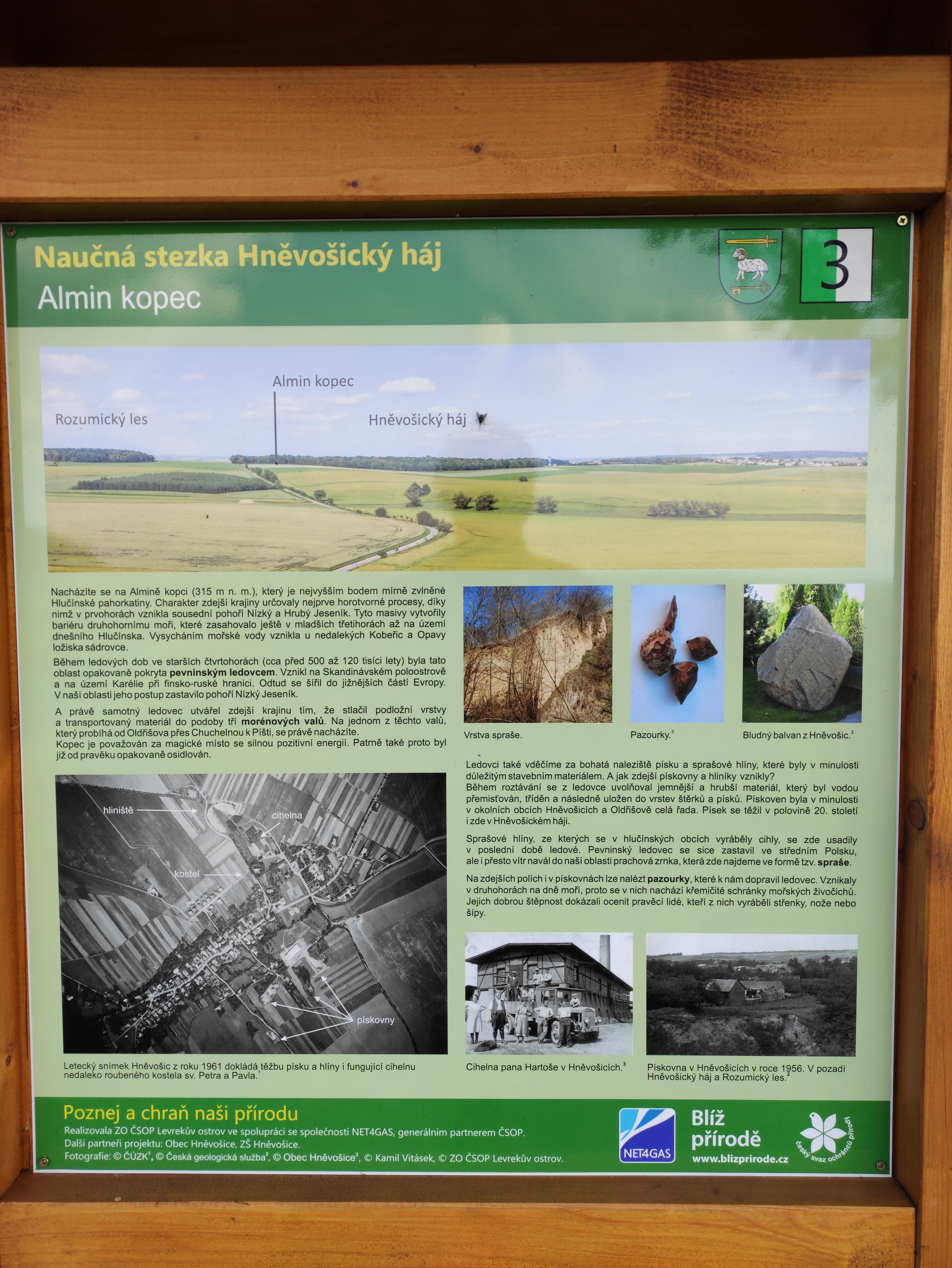
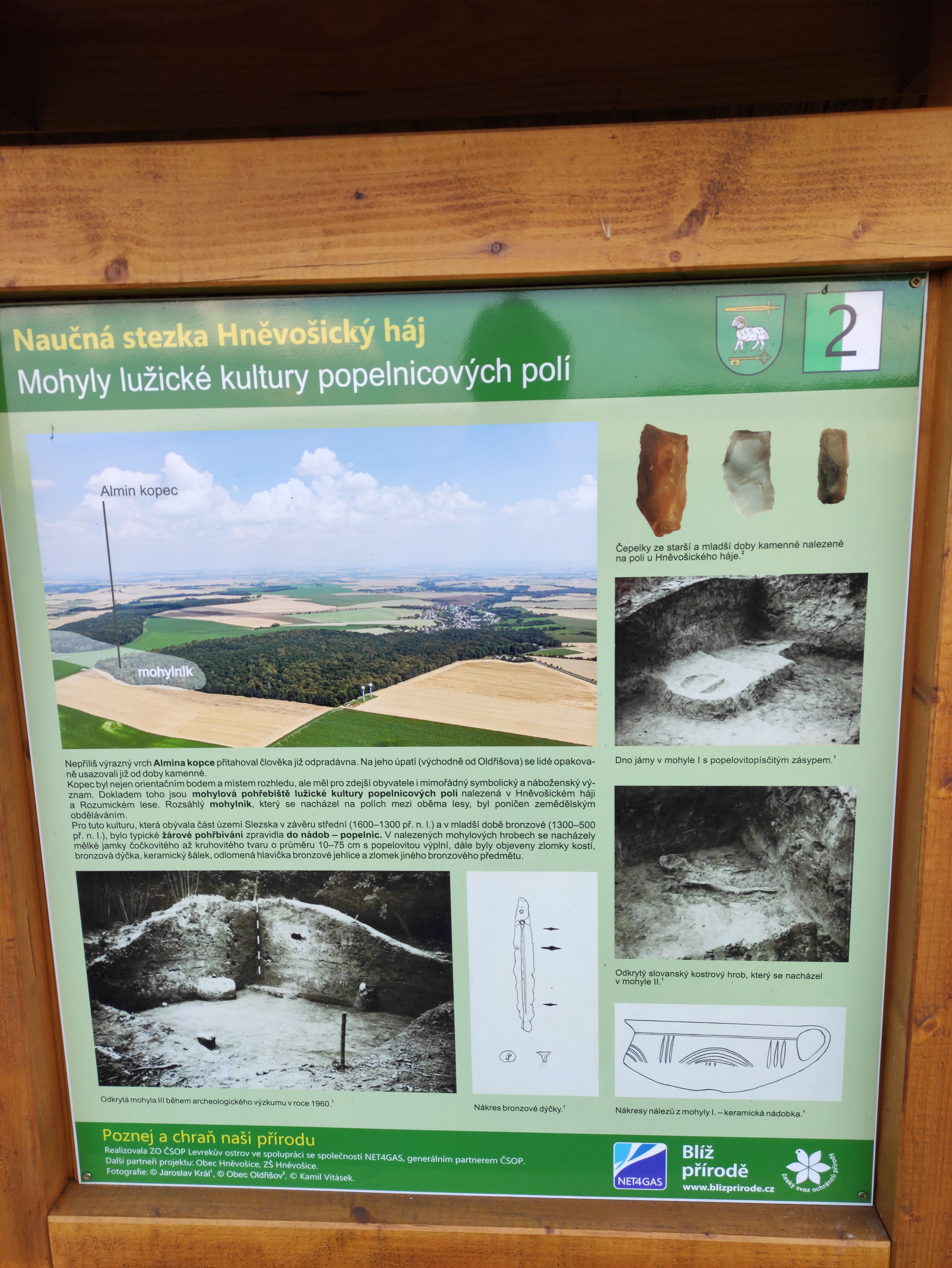
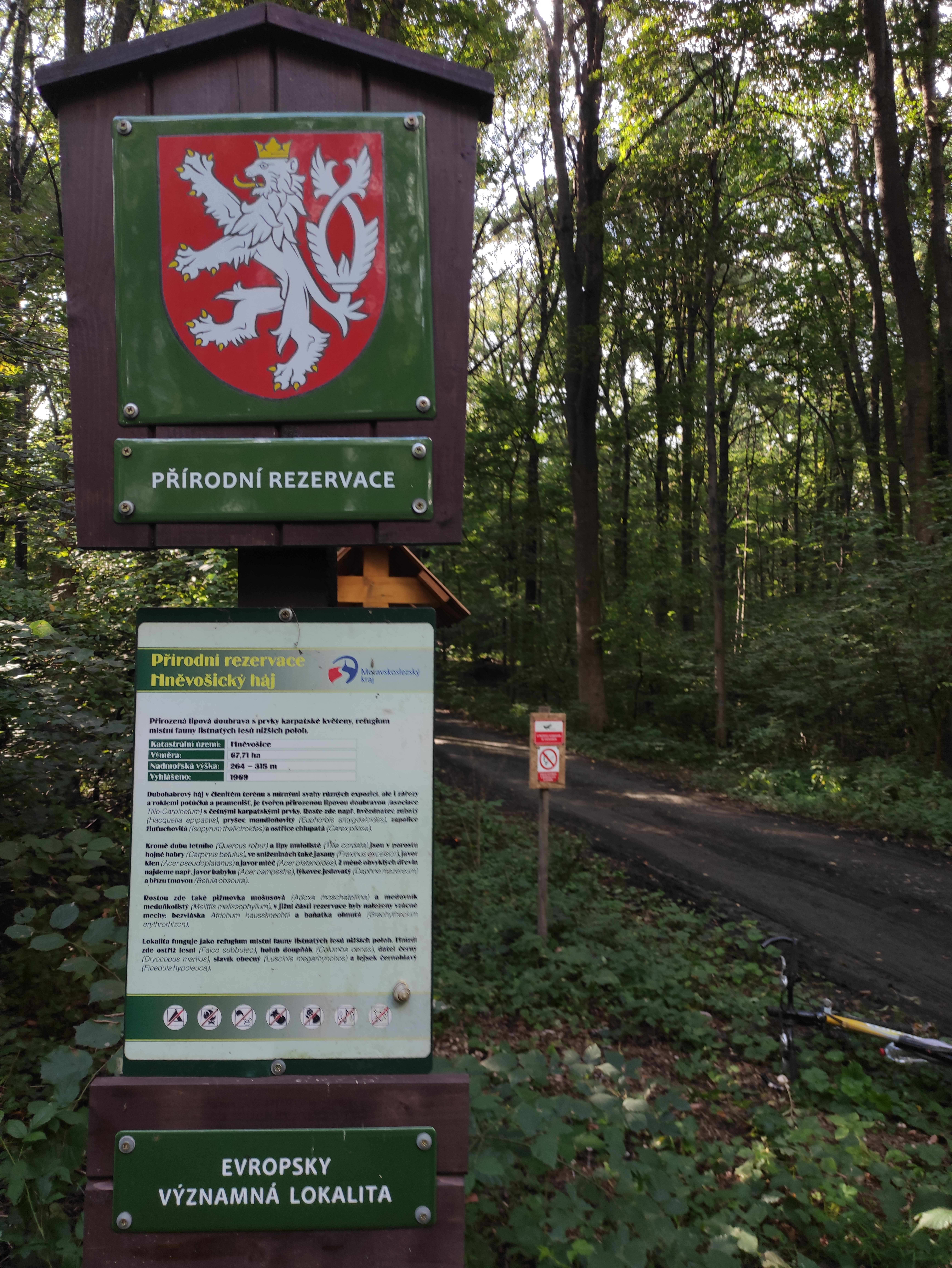
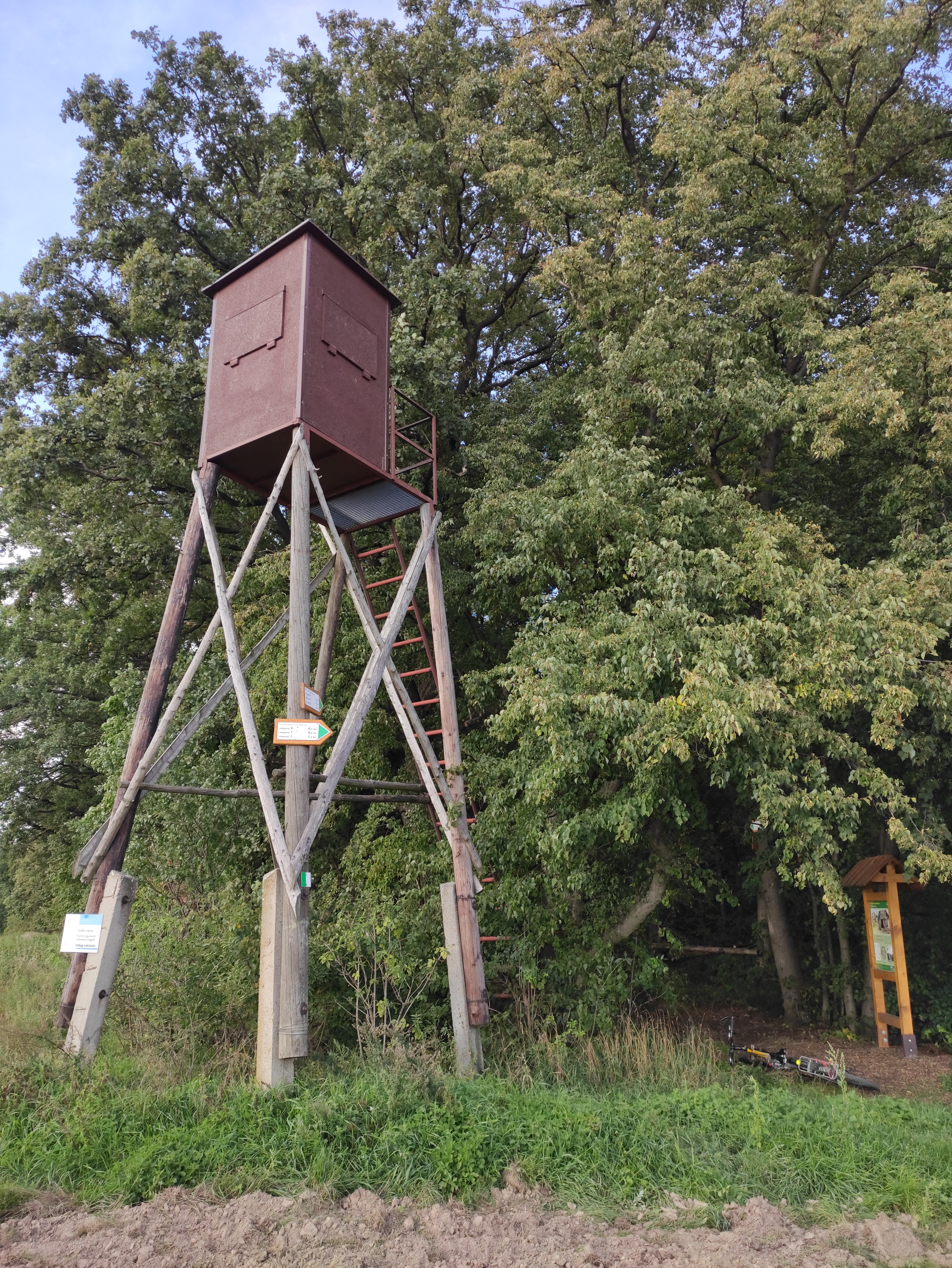
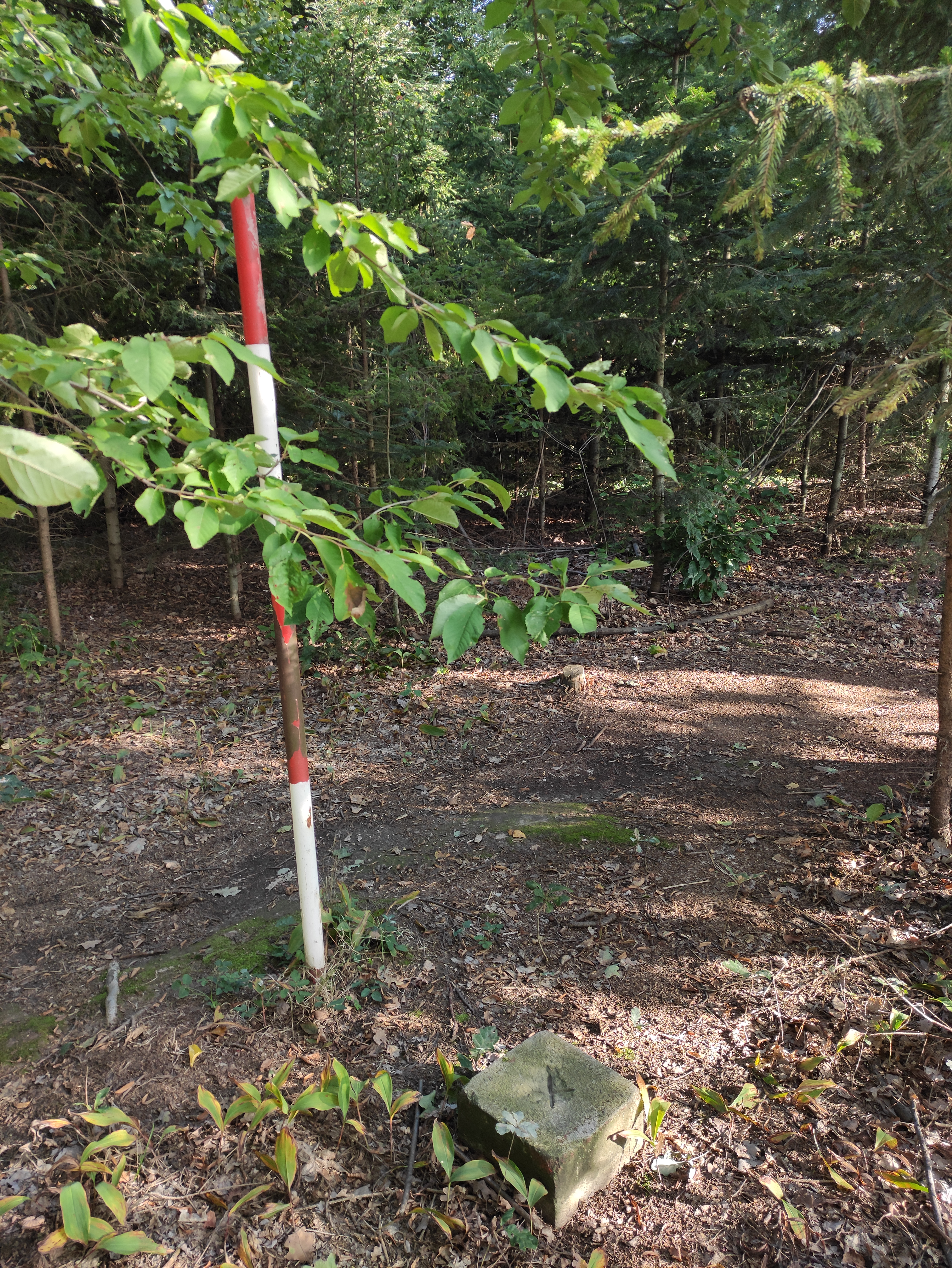
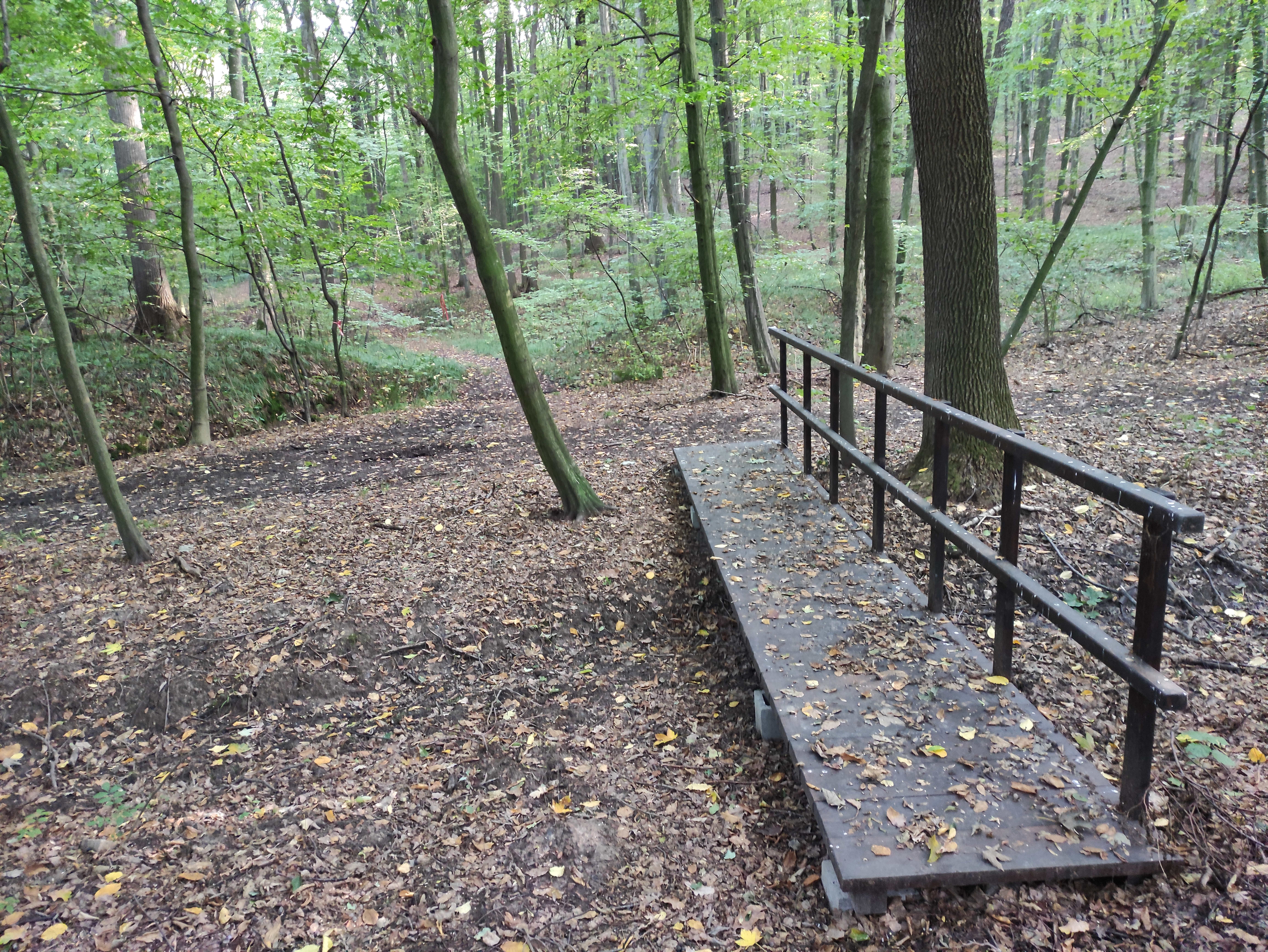

## Další informace
Naučná stezka Hněvošický háj je zaměřena na geologii, archeologii, historii, těžbu a přírodu přírodní rezervace Hněvošický háj. Stezka, která má délku 3,5 km a 7 informačních panelů, začíná a končí u silnice I/46. Zajímavostí je osídlení/využívání oblasti několika kulturami od doby kamenné až po Velkomoravskou říši. Z rostlin se zde vyskytuje hvězdnatec zubatý, pryšec mandloňovitý, zapalice žluťuchovitá, ostřice hubená, medovník meduňkolistý, atrichum haussknechtii, baňatka ohnutá aj. Zajímavostí jsou také ptáci ostříž lesní, holub doupňák, slavík obecný, lejsek černohlavý aj. Stezka vede přes nejvyšší vrchol české části Opavské pahorkatiky Almin kopec (315 m n. m.). Stezka, která je celoročně volně přístupná, vznikla v roce 2009 a v roce 2021 byly informační panely obměněny a rozšířeny.